# Jadreški
Jadreški is een plaats in de gemeente Ližnjan in de Kroatische provincie Istrië. De plaats telt 321 inwoners (2001).